# Stanisław Egbert Koźmian
Stanisław Egbert Koźmian (ur. 21 kwietnia 1811 we Wronowie, zm. 23 kwietnia 1885 w Poznaniu) – polski tłumacz, autor przekładów utworów Williama Szekspira.

## Życiorys
Po powstaniu listopadowym został zmuszony do emigracji, uciekł do Anglii, gdzie zajął się pracami nad dziełami Williama Szekspira, a także zbieraniem pomocy finansowej dla innych emigrantów. W 1849 otrzymał prawo zamieszkania w Poznańskiem, w 1851 nabył majątek Przylepki koło Śremu, a w 1867 przeniósł się na stałe do Poznania. W 1875 wraz z Józefem Paszkowskim i Leonem Ulrichem wydał Dzieła dramatyczne Williama Shakespeare (Szekspira), dzięki którym cała trójka stała się szeroko znana. Przy pracy nad tym zbiorem pomagał Józef Ignacy Kraszewski.
W 1863 wyraźnie dystansował się od organizacji narodowej, reprezentując kierunek ultrakatolicki i konserwatywny, będąc wyraźnym przeciwnikiem idei liberalnych. Od 1875 pozostawał w spółce wydającej „Kurier Poznański”. Po śmierci Karola Libelta mianowany został prezesem Poznańskiego Towarzystwa Przyjaciół Nauk, którego działalność wyraźnie ożywił.
Jego bratem był ksiądz Jan Koźmian, a siostrą Zofia Przewłocka.